# Кропия (дим)
Кропи́я (греч. Δήμος Κρωπίας) — община (дим) в Греции, на юге Аттики. Входит в периферийную единицу Восточная Аттика в периферии Аттика. На юге омывается заливом Сароникос Эгейского моря. Население общины — 30 307 человек по переписи 2011 года. Площадь — 102 квадратных километра. Плотность — 297,13 человек на квадратный километр. Административный центр — Коропион. Димархом на местных выборах 2014 года выбран Димитриос Киусис (Δημήτριος Κιούσης).
Община создана в 1840 году (ΦΕΚ 22Α) под названием Кекропия (Δήμος Κεκρωπίας) с центром Курсалас. В 1842 году община переименована в Кропия. В 1912 году (ΦΕΚ 262Α) община упразднёна и создано сообщество. В 1946 году (ΦΕΚ 262Α) община вновь создана. В античной географии Кекропия (др.-греч. Κεκροπία) — один из 12 городов Аттики, основанных Кекропсом, Кропия (др.-греч. Κρωπιά) — дем Древних Афин в аттической филе Леонтида.
В общину входят пять населённых пунктов.
| Населённый пункт | Население (2011), человек |
| ---------------- | ------------------------- |
| Айия-Марина      | 4462                      |
| Айос-Димитриос   | 1011                      |
| Карелас          | 1579                      |
| Кици             | 4091                      |
| Коропион         | 19 164                    |

## Население
| Год  | Население, человек |
| ---- | ------------------ |
| 1991 | 16 239             |
| 2001 | 24 453             |
| 2011 | ↗ 30 307           |